# Periconiella araliacearum
Periconiella araliacearum är en svampart som beskrevs av G.F. Laundon 1972. Periconiella araliacearum ingår i släktet Periconiella och familjen Mycosphaerellaceae.   Inga underarter finns listade i Catalogue of Life.